# Enarganthe octonaria
Enarganthe es un género monotípico de planta suculenta perteneciente a la familia Aizoaceae. Su única especie: Enarganthe octonaria (L.Bolus) N.E.Br., es originaria de Sudáfrica.

## Descripción
Enarganthe octonaria, es una planta suculenta perennifolia que alcanza un tamaño de 45 cm a una altitud de  420 - 700 metros en Sudáfrica.

## Taxonomía
Enarganthe octonaria fue descrita por (L.Bolus) N.E.Br. y publicado en The Gardeners' Chronicle, ser. 3 87: 71. 1930. 